# João Carlos
João Carlos (Rio de Janeiro, 15 januari 1956) is een Braziliaans voormalig voetbaltrainer.

## Carrière
In 1996 werd Carlos coach van Kashima Antlers. Met deze club werd hij in 1996 kampioen van de J1 League. In 1997 werd de J.League Cup en Beker van de keizer gewonnen. Tussen 1999 en 2001 trainde hij Nagoya Grampus Eight. In 1999 werd de Beker van de keizer. 